# 神津閃石
神津閃石（こうづせんせき、 Kôzulite）は、1969年に発表された日本産新鉱物で東北大学の鉱床学者南部松夫などにより、岩手県の田野畑鉱山で発見された。化学組成はNaNa2Mn4(Fe3+,Al)Si8O22(OH,F)2で、単斜晶系。角閃石の一種で、東北大学の岩石学者・鉱物学者であった神津俶祐の業績を記念して命名された。
2012年の角閃石グループの呼称の改訂により、この鉱物の学名はマンガノフェリエッケルマン閃石（Mangano-ferri-eckermannite）となったが、和名として神津閃石を用いることは差し支えないとされる。この名称は、エッケルマン閃石（NaNa2(Mg4Al)Si8O22(OH)2）のマグネシウムがマンガンに、アルミニウムが三価鉄に置換していることを示す。　　
発見者によると記載地では赤黒い産状だと報告されているが、実際にはマンガンを含むマグネシオアルベソン閃石を主成分としたオレンジ色の結晶にしか含まれないことが浜根大輔により報告されており、組成が連続しているため両者は外見上では区別できない（田野畑鉱山の赤黒い「神津閃石」からは、ロシアの研究者により2023年にマンガニエッケルマン閃石が新種記載されている）。また、結晶解析も行われておらず、赤黒いタイプ標本が本当に「神津閃石」なのか疑問視される（ただし上記の通り、神津閃石そのものは存在することが確認されている）など、詳細は不明な点が多い。